# Tamaryna złotoręka
Tamaryna złotoręka (Saguinus midas) – gatunek ssaka naczelnego z rodziny pazurkowcowatych (Callithrichidae).

## Taksonomia
Gatunek po raz pierwszy zgodnie z zasadami nazewnictwa binominalnego opisał w 1758 roku szwedzki przyrodnik Karol Linneusz, nadając mu nazwę Simia midas. Miejsce typowe według oryginalnego opisu to „Ameryka” łac. Habitat in America), ograniczone w 1775 roku przez Johanna Christiana Daniela von Schrebera do Surinamu. Holotyp nie istnieje, oryginalny opis oparty głównie na „The little Black Monkey” George’a Edwardsa.
S. midas należy do grupy gatunkowej midas. Formy o czerwonych i złotych rękach mogą być odrębnymi taksonami po obu stronach rzeki Jari (formy o złotych rękach występują na wschodzie, formy o czerwonych rękach na zachodzie).
Autorzy Illustrated Checklist of the Mammals of the World uznają ten takson za gatunek monotypowy.

### Etymologia
- Saguinus: fr. sagouin „pazurczatka”, być może od brazylijskiej, lokalnej nazwy sahui, używanej w okolicach Bahia[17].
- midas: w mitologii greckiej Midas (gr. Μίδας) był władcą Frygii, który został obdarzony mocą dotyku zamieniającego wszystko w złoto. Nazwa ta została po raz pierwszy użyta w teriologii jako epitet gatunkowy tamaryny złotorękiej, najwyraźniej ze względu na żółtozłote lub jasnoczerwonawe ręce i nogi tej małpy[18].

## Zasięg występowania
Tamaryna złotoręka występuje w północno-wschodniej Amazonii w Brazylii i regionie Gujana, w Gujanie populacja ograniczona do prawego brzegu rzeki Essequibo, a na południe i wschód od rzeki Rupununi, Rio Negro i jej dopływu Rio Branco stanowi zachodnią granicę występowania w Brazylii; nie występuje w Wenezueli.

## Morfologia
Długość ciała (bez ogona) samic około 25,2 cm, samców około 24,6 cm, długość ogona samic 38,6 cm, samców 38,3 cm; masa ciała 380–500 g.

## Ekologia
Małpy te żyją w grupach składających się z 4 do 15 zwierząt z niewielką konkurencją wewnątrzgrupową nawet pomiędzy dojrzałymi płciowo samcami. Tylko jedna samica w grupie jest zdolna do rozrodu w sezonie rozrodczym, podczas gdy u innych samic występuje zahamowanie instynktu. Ciąża trwa 140–170 dni, a samica rodzi zazwyczaj dwoje młodych.
Młodymi małpami opiekuje się głównie ojciec, a zwracane są matce tylko do karmienia. Także cała grupa uczestniczy w opiece i wychowywaniu młodych.
Obrona jest priorytetem w grupie i gdy jeden osobnik zostanie zaatakowany, reszta pędzi jej na ratunek. Saguinus midas jest gatunkiem terytorialnym i potrafi być agresywna – posiada ostre kły i pazury zamiast paznokci na wszystkich palcach, włączając duży palec u stopy.
Saguinus midas są świetnymi wspinaczami i większość czasu spędzają pośród pnączy i gałęzi drzew. Są szybkimi, zwinnymi i wspaniałymi skoczkami, znanymi z tego, iż potrafią skoczyć z wysokości 18 metrów z drzewa na ziemię i nie odnieść przy tym żadnych obrażeń.
Dieta tego gatunku składa się z owoców, kwiatów, insektów, żab, pająków, jaszczurek i nektaru.
Długość życia wynosi 10 lat na wolności i 16 lat w niewoli.

## Zagrożenia
Naturalnymi wrogami tych małp są małe koty, ptaki drapieżne oraz węże. Gatunek ten jest zagrożony ze względu na niszczenie jego siedlisk w środowisku naturalnym.